# Bad Griesbach im Rottal
Bad Griesbach im Rottal város Németországban, azon belül Bajorországban. Lakosainak száma 9279 fő (2023. december 31.). Bad Griesbach im Rottal Haarbach, Ortenburg, Ruhstorf an der Rott, Tettenweis, Rotthalmünster, Bayerbach (Rottal-Inn) és Bad Birnbach községekkel határos.

## Népesség
A település népessége az elmúlt években az alábbi módon változott:
| Lakosok száma | 6218 | 7027 | 8290 | 8501 | 8626 | 8901 | 8996 | 9055 | 9047 | 9279 |
|               | 1970 | 1987 | 2011 | 2013 | 2014 | 2016 | 2017 | 2019 | 2021 | 2023 |

## Fekvése
Pockingtól északkeletre fekvő település.

### A Városrészei
A 104 településrész:
- Adlmörting
- Afham
- Aicha
- Aicha im Tal
- Amsham
- Au
- Aunham
- Bad Griesbach i. Rottal
- Bad Griesbach-Therme
- Baumgarten
- Birchau
- Breitenloh
- Brennberg
- Brimsmaier
- Buchet Buchet
- Churfürst
- Dobl Dobl
- Eckartsöd
- Eden Eden
- Edengrub
- Edt Edt
- Einöden
- Endham
- Falkenöd
- Forsthub
- Forsting
- Förstl
- Freudenöd
- Fuchshub
- Furtner
- Geisberg
- Geisberg am Wald
- Grieskirchen
- Großthann
- Großtrenk
- Haag
- Hager
- Hasenberg
- Haslreith
- Haunberg
- Höll
- Hölldobl
- Höllthal
- Hölzlmaier
- Hub bei Griesbach
- Hub bei Weng
- Hubersberg
- Hundshaupten
- Hundsmaier
- Kager
- Karpfham
- Katzham
- Kemading
- Kleintrenk
- Köpfstatt
- Kremsöd
- Kurzholz
- Lederbach
- Lohmann
- Maierhof
- Matzenöd
- Moos Moos
- Neukl
- Niedergrün
- Niedermühle
- Niederreutern
- Niederweng
- Obergrün
- Oberham
- Obermühle
- Oberndorf
- Parzham
- Rehwinkl
- Reisbach
- Reutern
- Rottdobl
- Rotthof
- Sankt Salvator
- Sankt Wolfgang
- Schildorn
- Schratzenberg
- Schwaim
- Sibler
- Singham
- Steina
- Strenberg
- Thal
- Thalham
- Thanham
- Thannreith
- Thiersbach
- Untermühle
- Viertelsbach
- Weg
- Wegertsöd
- Weghof
- Weinberg
- Weng
- Wiesling
- Wimm
- Wimpeßl
- Würm
- Zachstorf
- Zehentreith

## Története

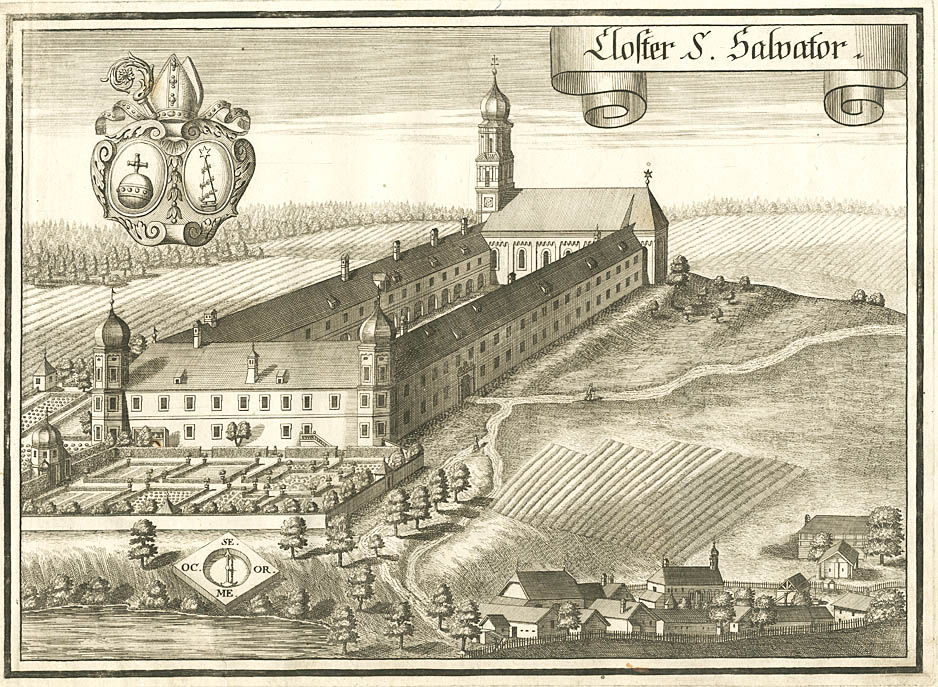
St. Salvator kolostor egy régi metszeten

Griesbach nevét 1076-ban említette először oklevél "Burg Griesbach" néven. 1504-ben a pfalzi csapatok teljesen lerombolták, de hamarosan újjáépítették. 1778/79-ben Griesbach osztrák fennhatóság alatt állt. 1806 előtt a Bajor Választófejedelemség része volt saját piac jogokkal. 1802-ben Griesbach a kerületi bíróság székhelye volt.
Szent Konrád Parzhamban született 1818-ban.
A bajor területi reform idején 1972. január 1-től Karpfham, Reutern, St. Salvator és Weng önkormányzatokat is a településhez csatolták.
1972/73-ban a településen végzett sikeres próbafúrások eredményeként termálvizet találtak.

## Nevezetességek
- Szt. Salvator kolostortemplom
- Kastély

## Galéria

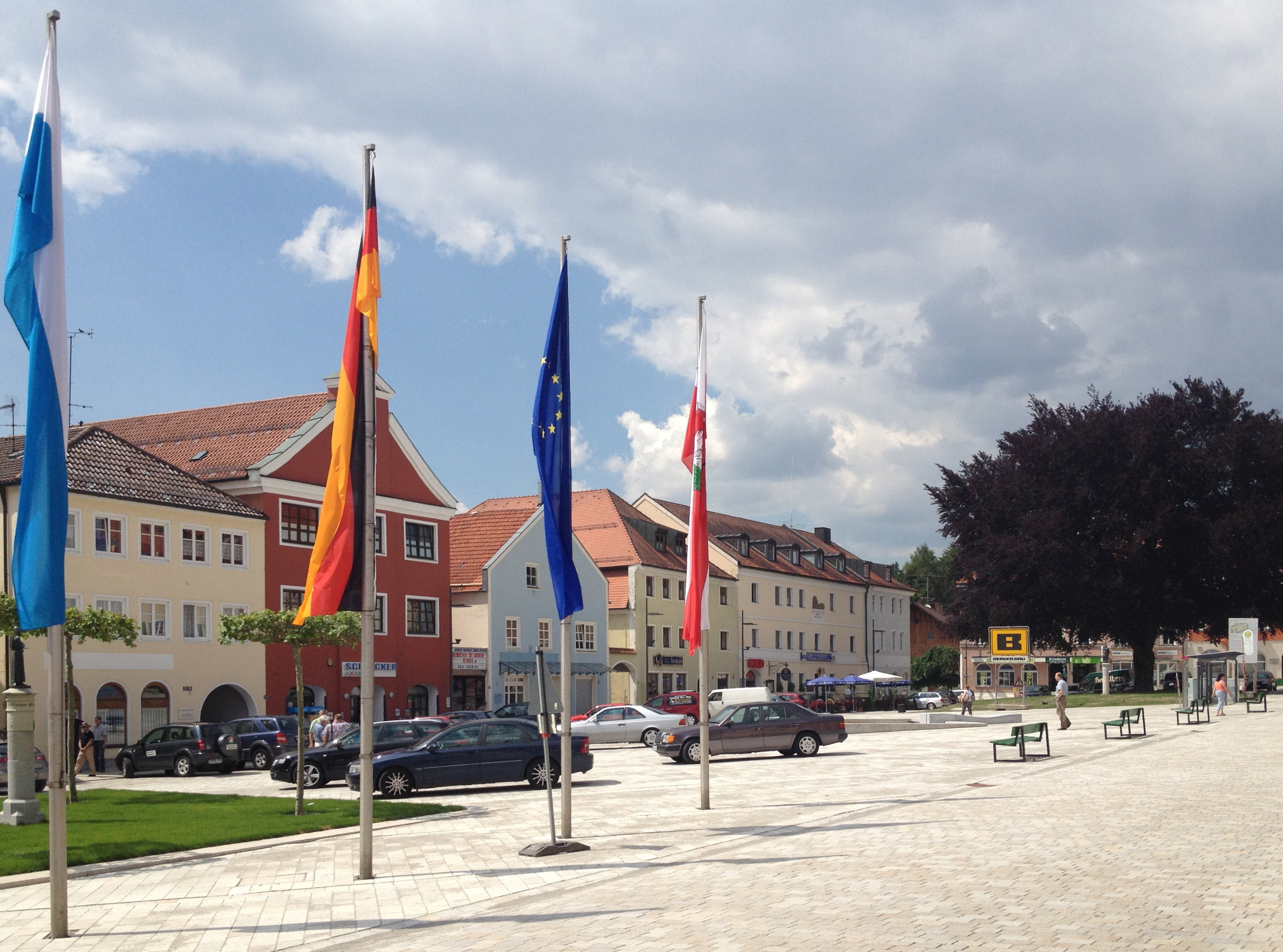
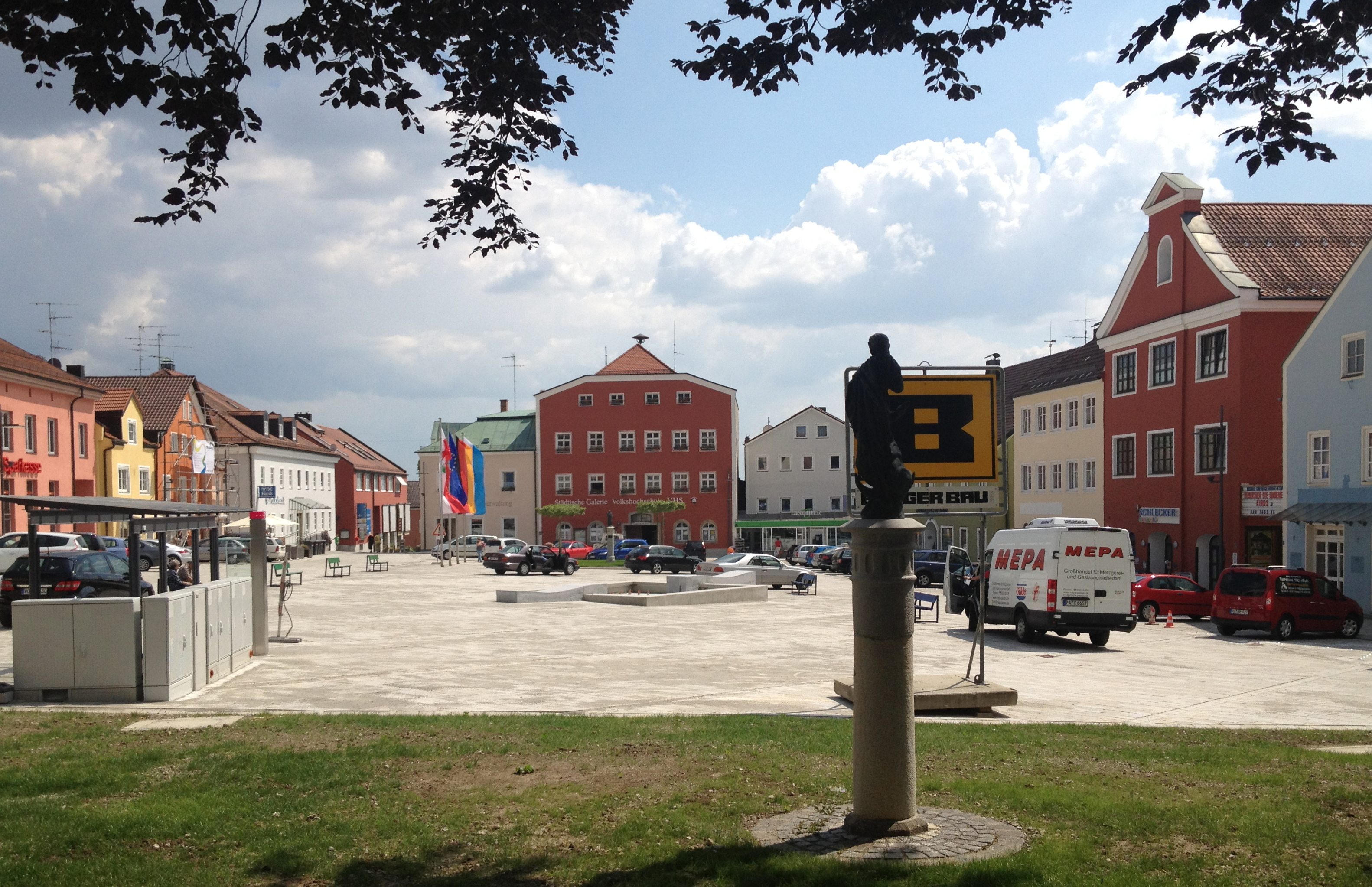
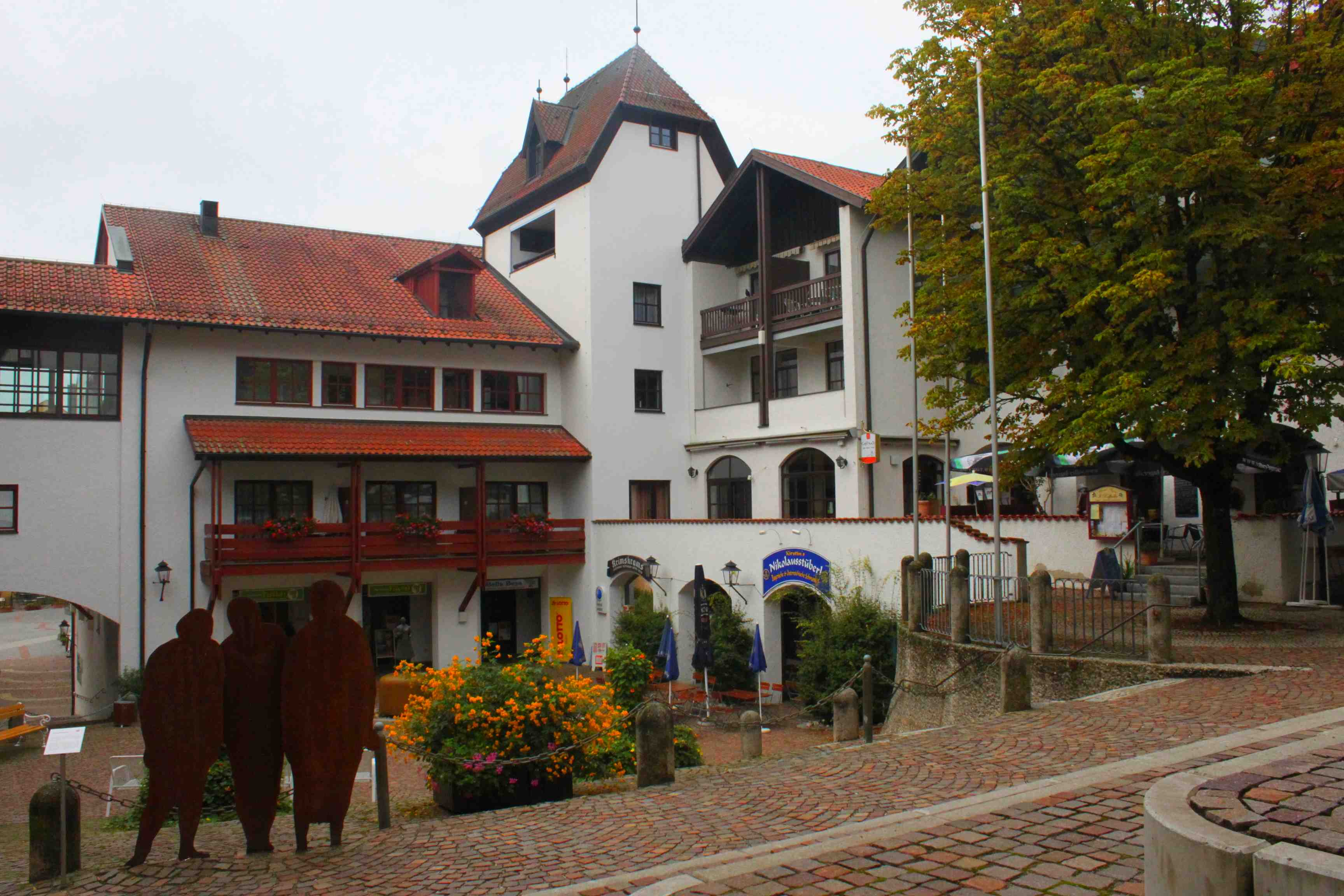
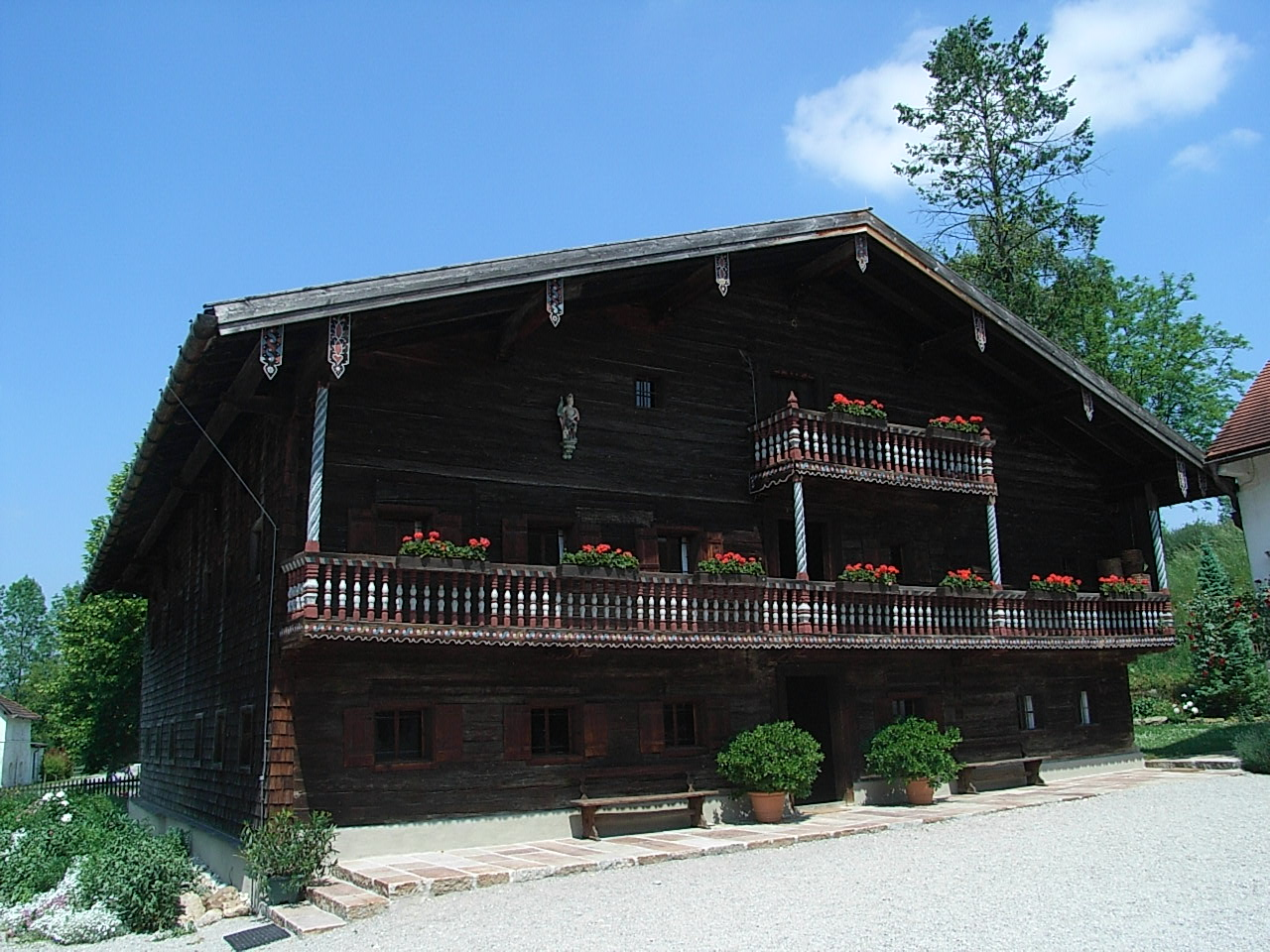
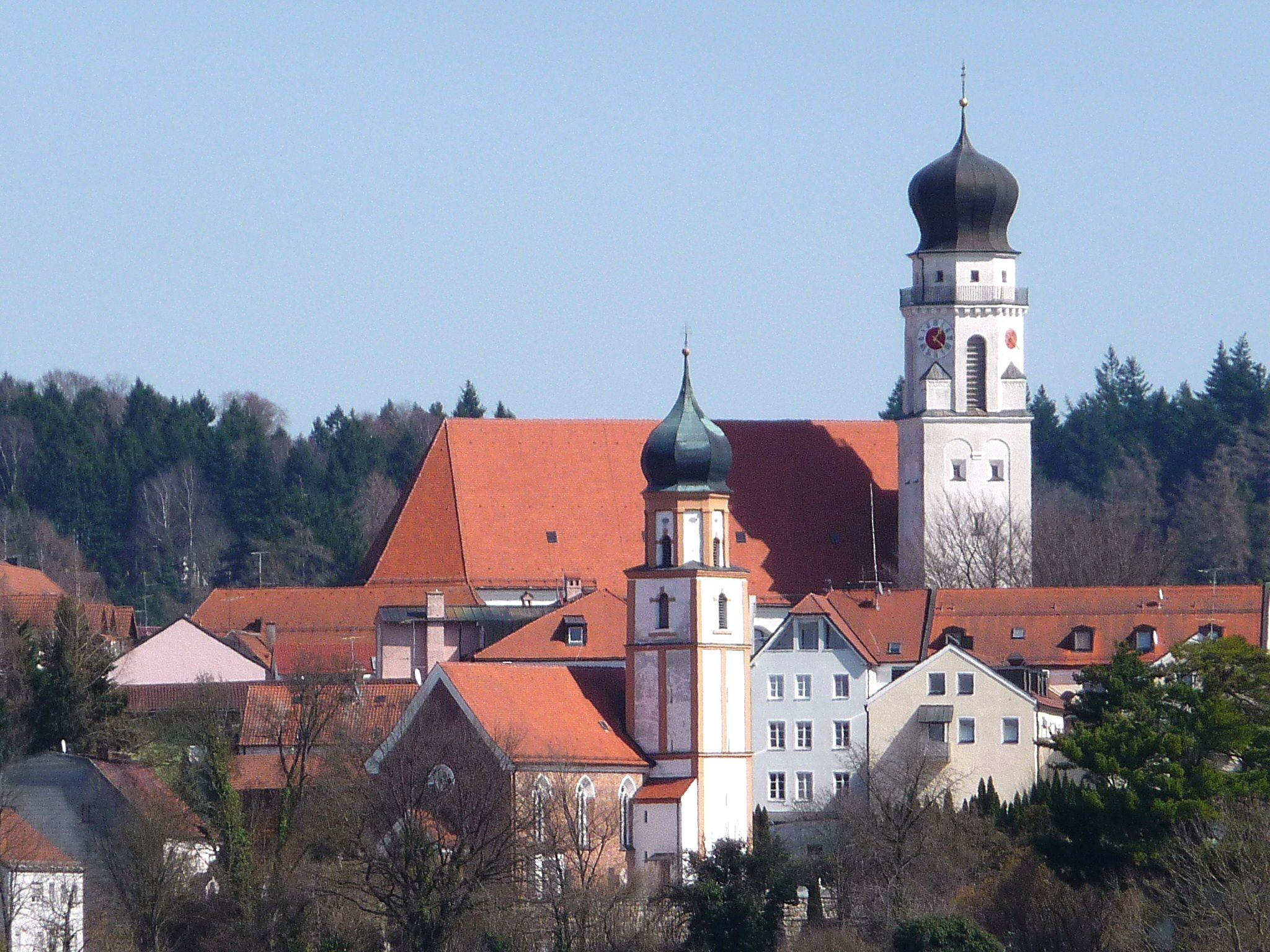
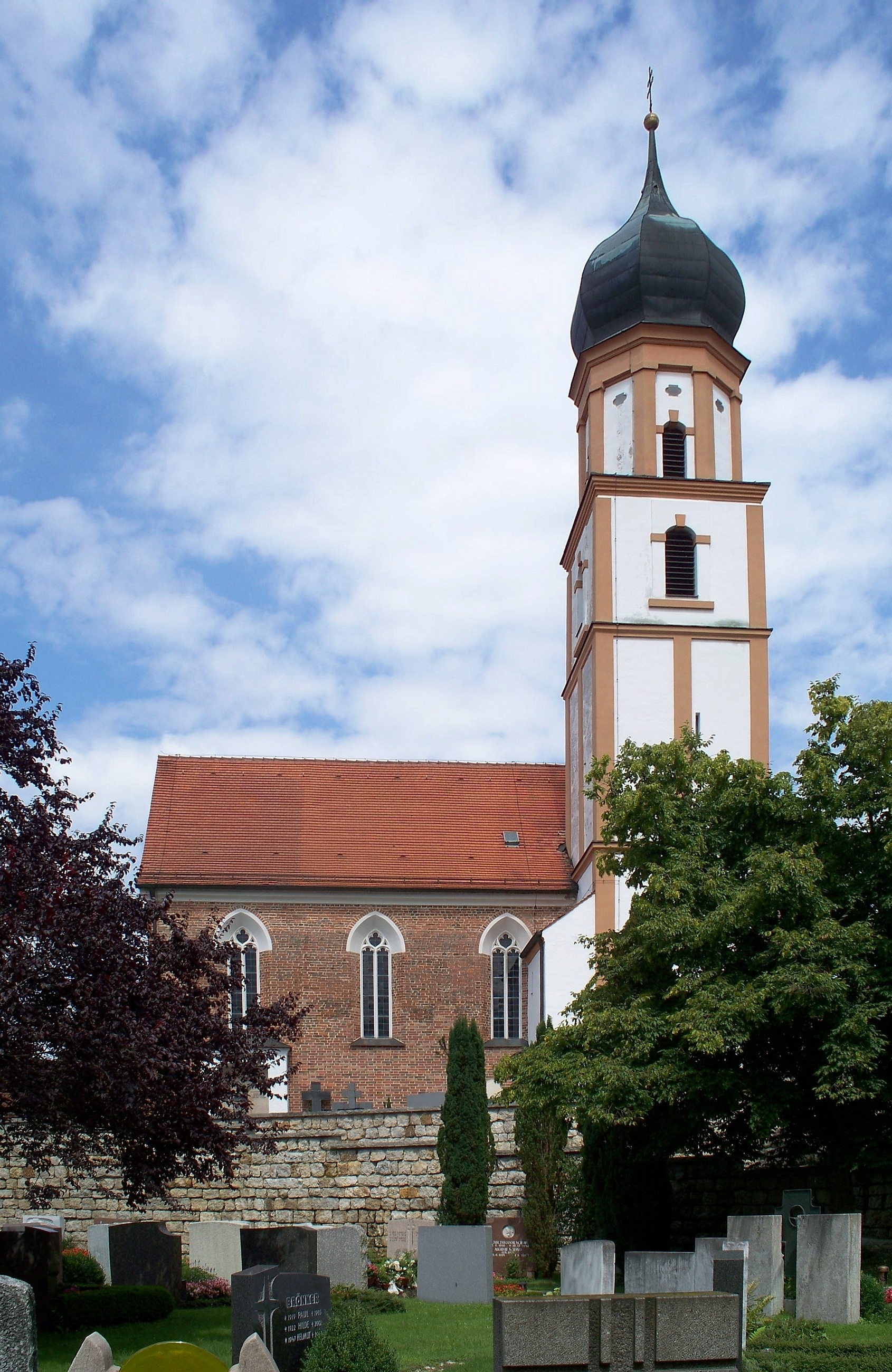
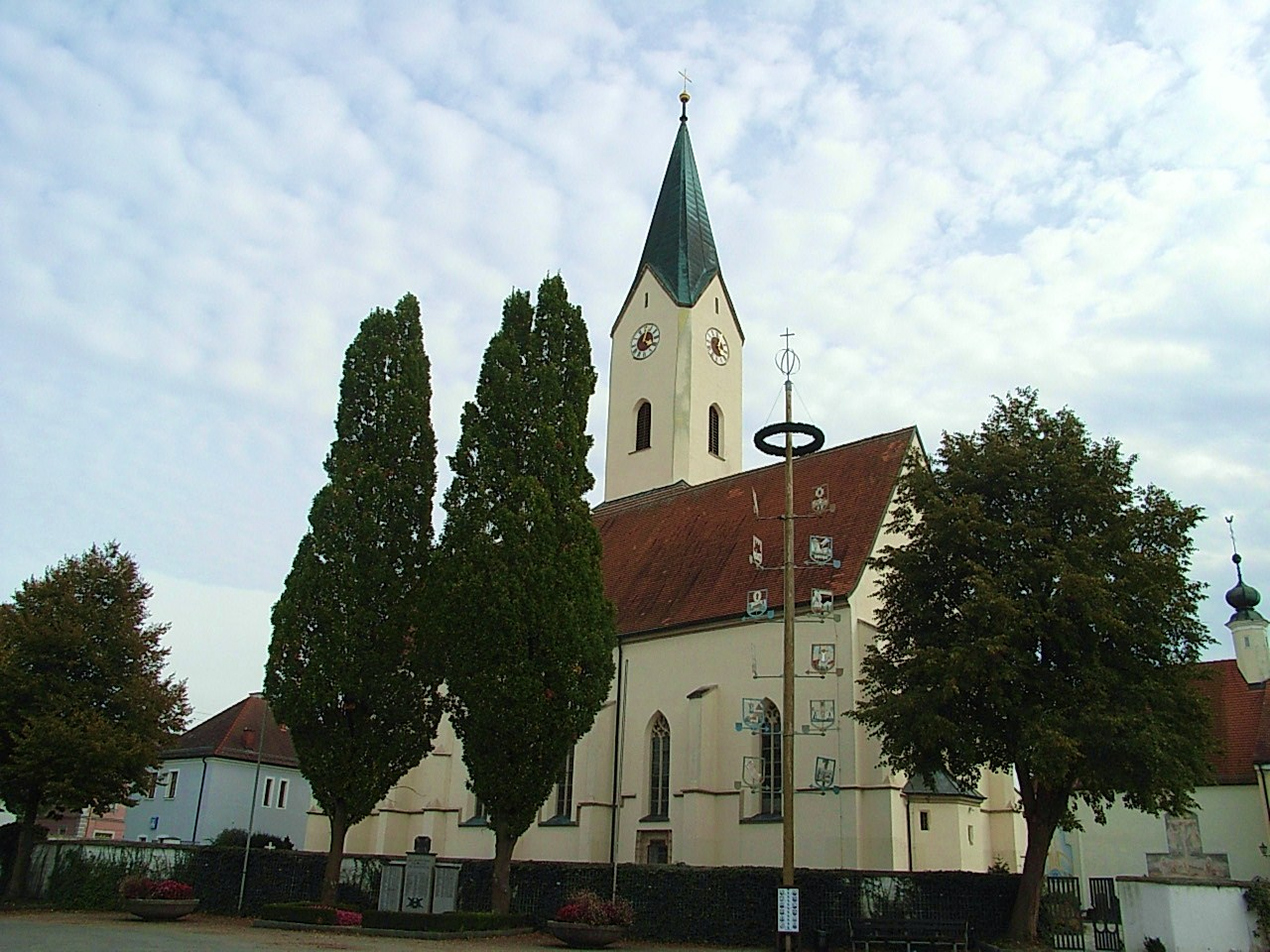
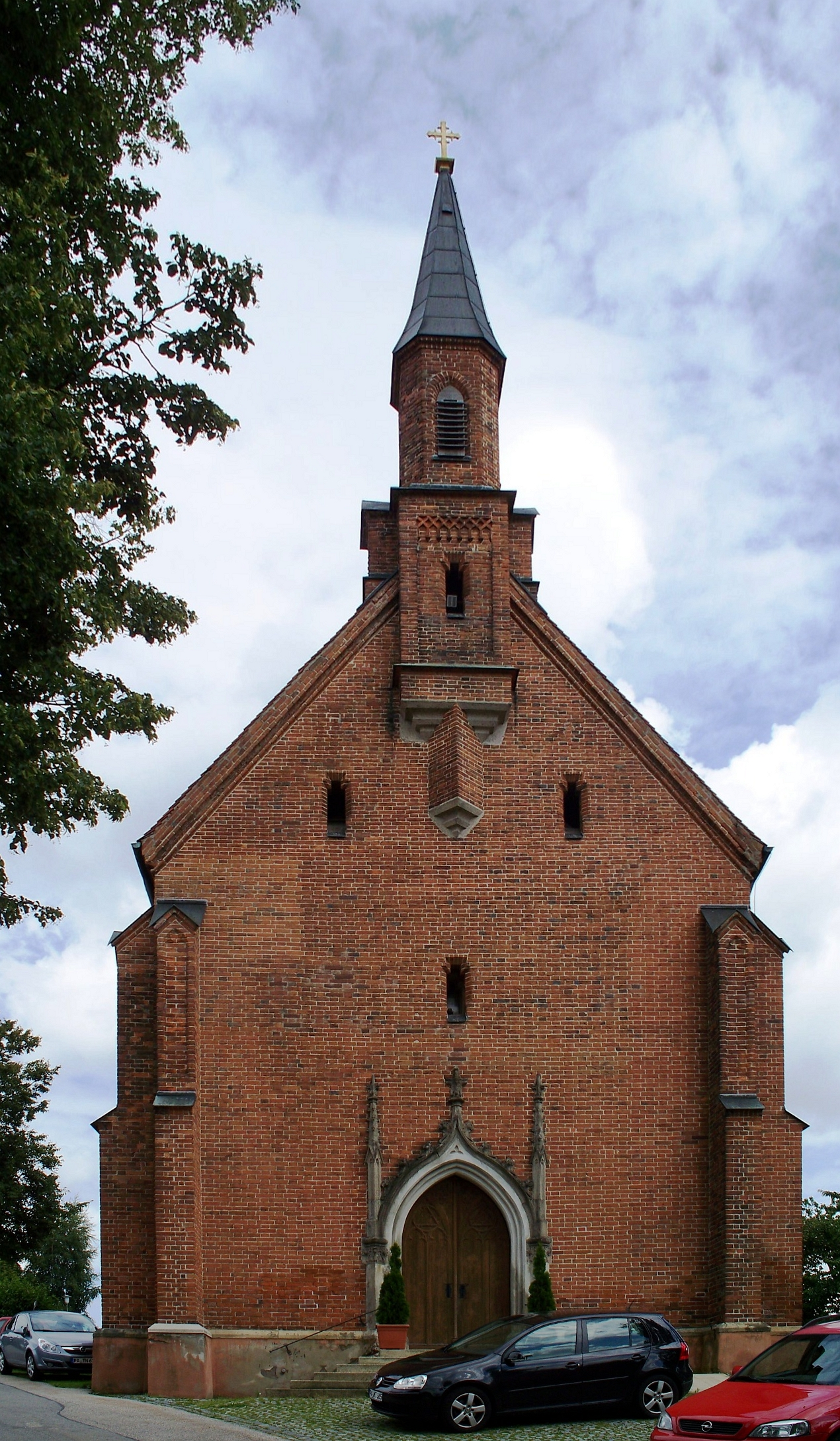
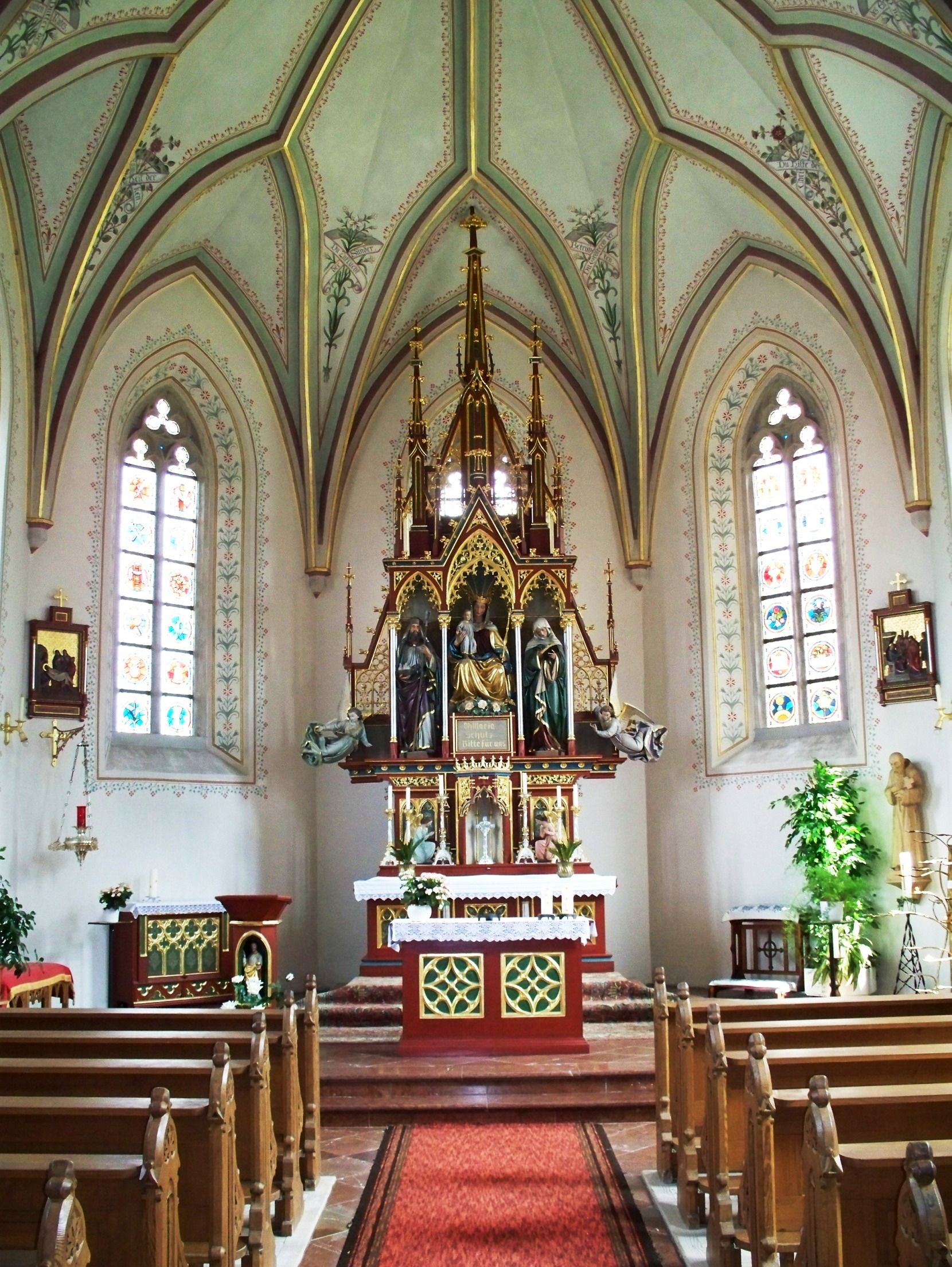
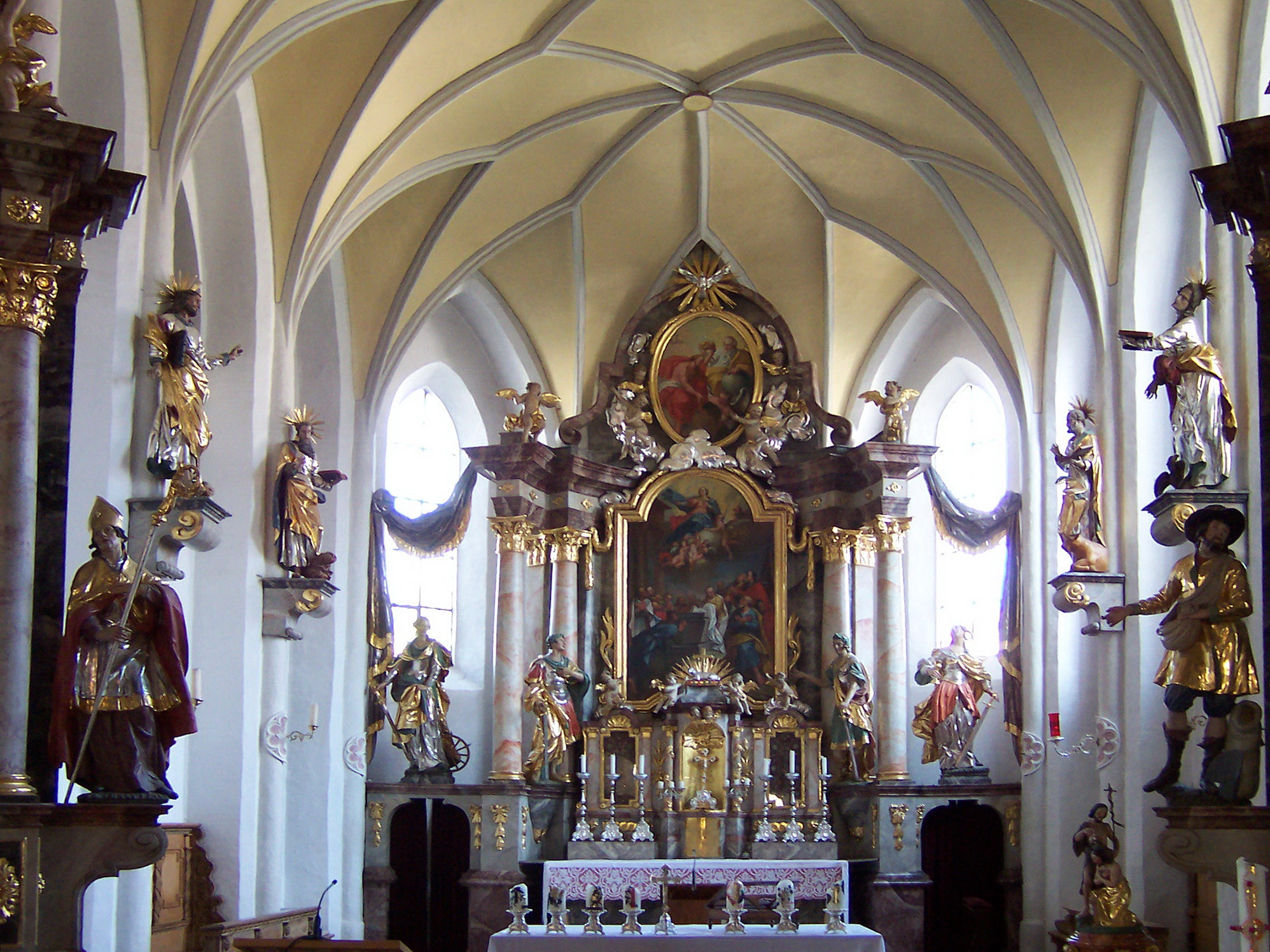
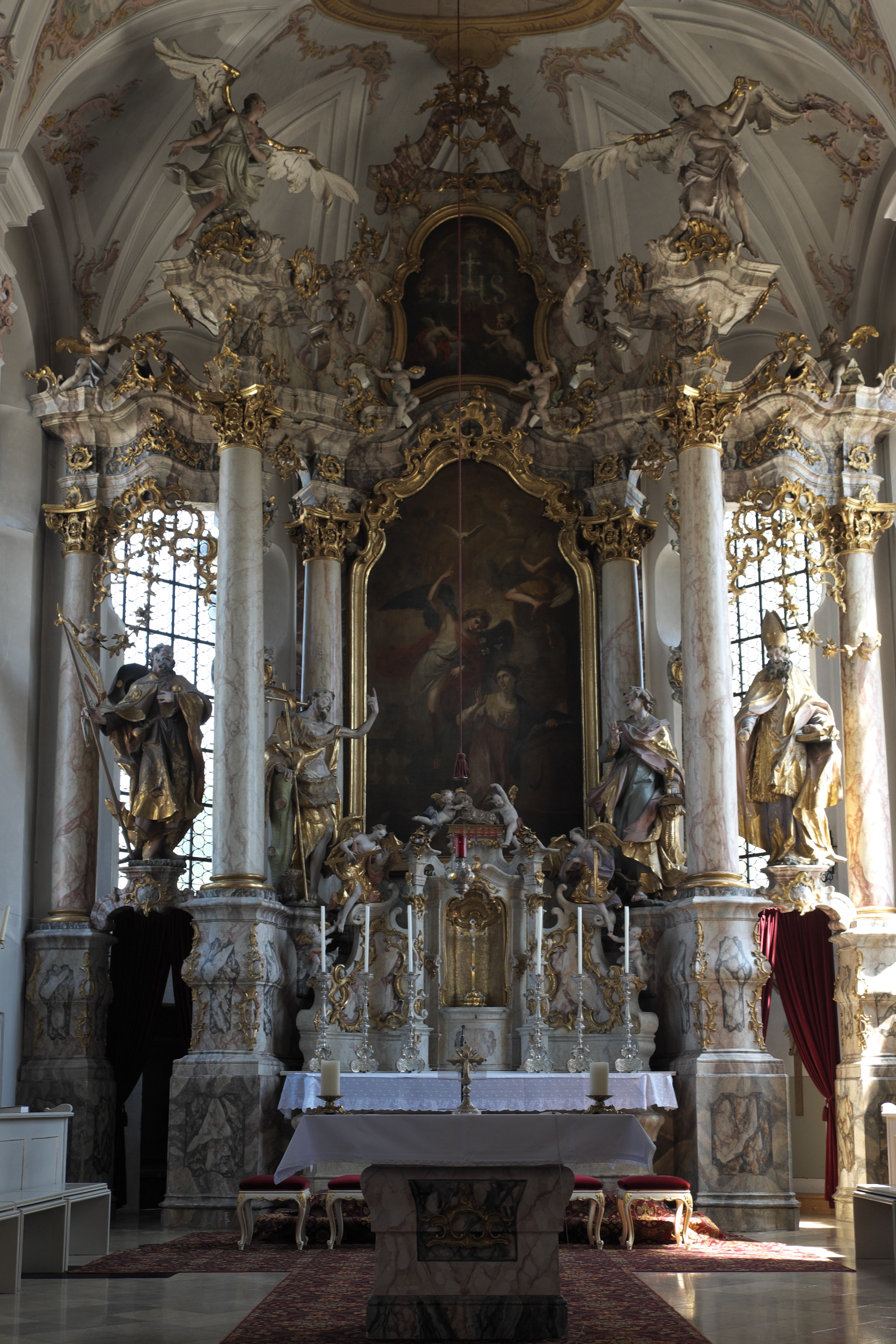
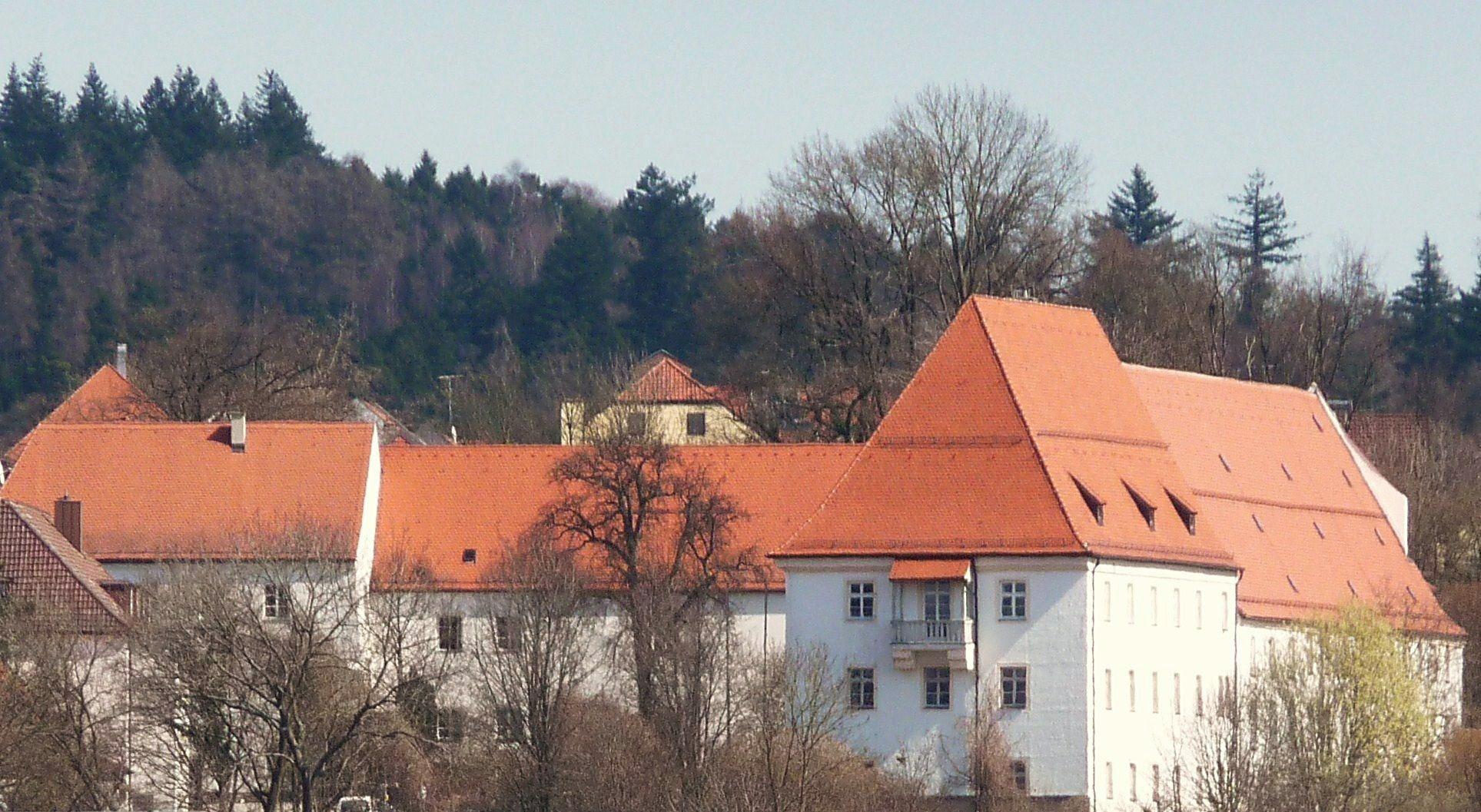
Griesbach kastély
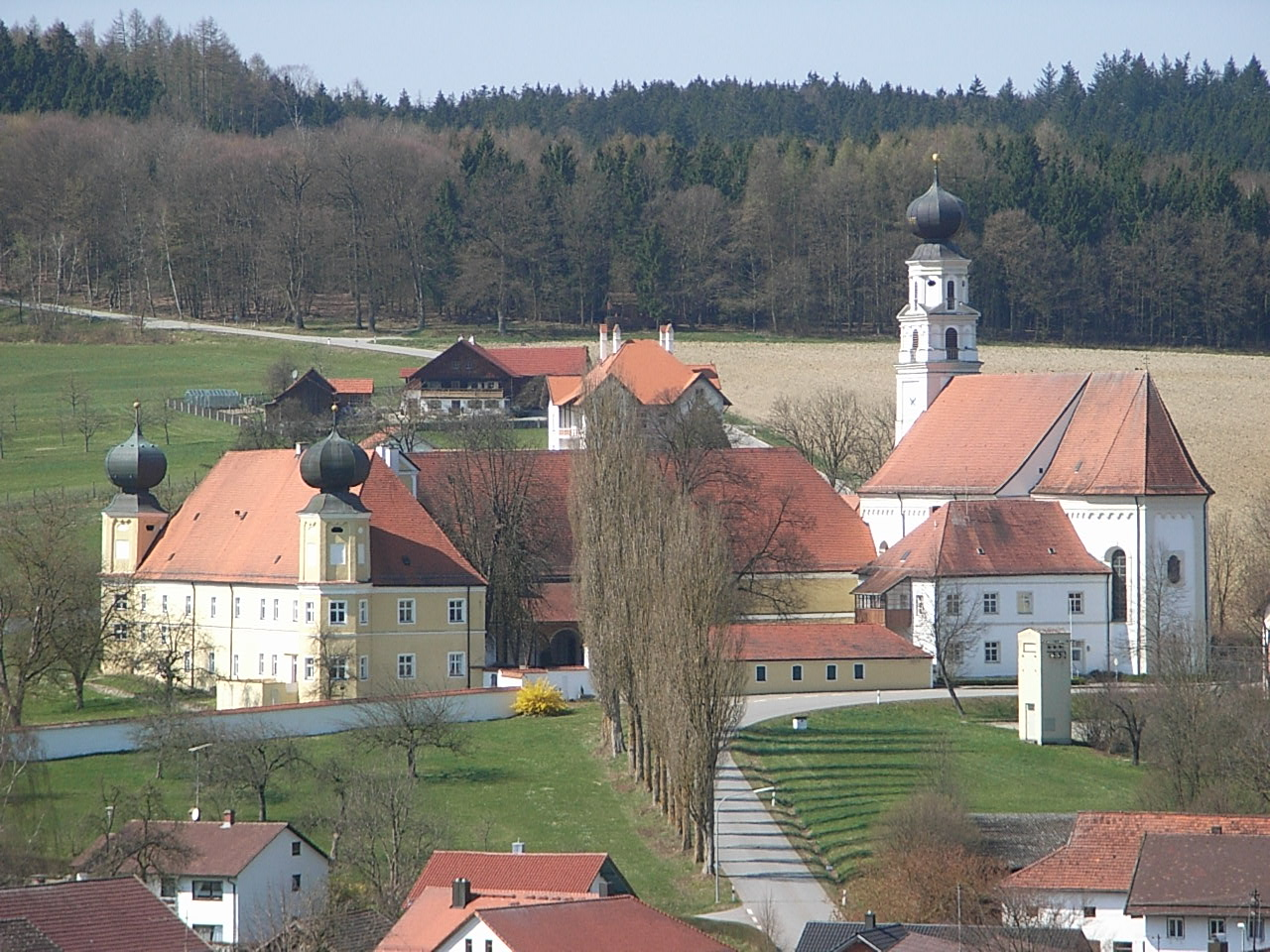
Szt. Salvator kolostortemplom
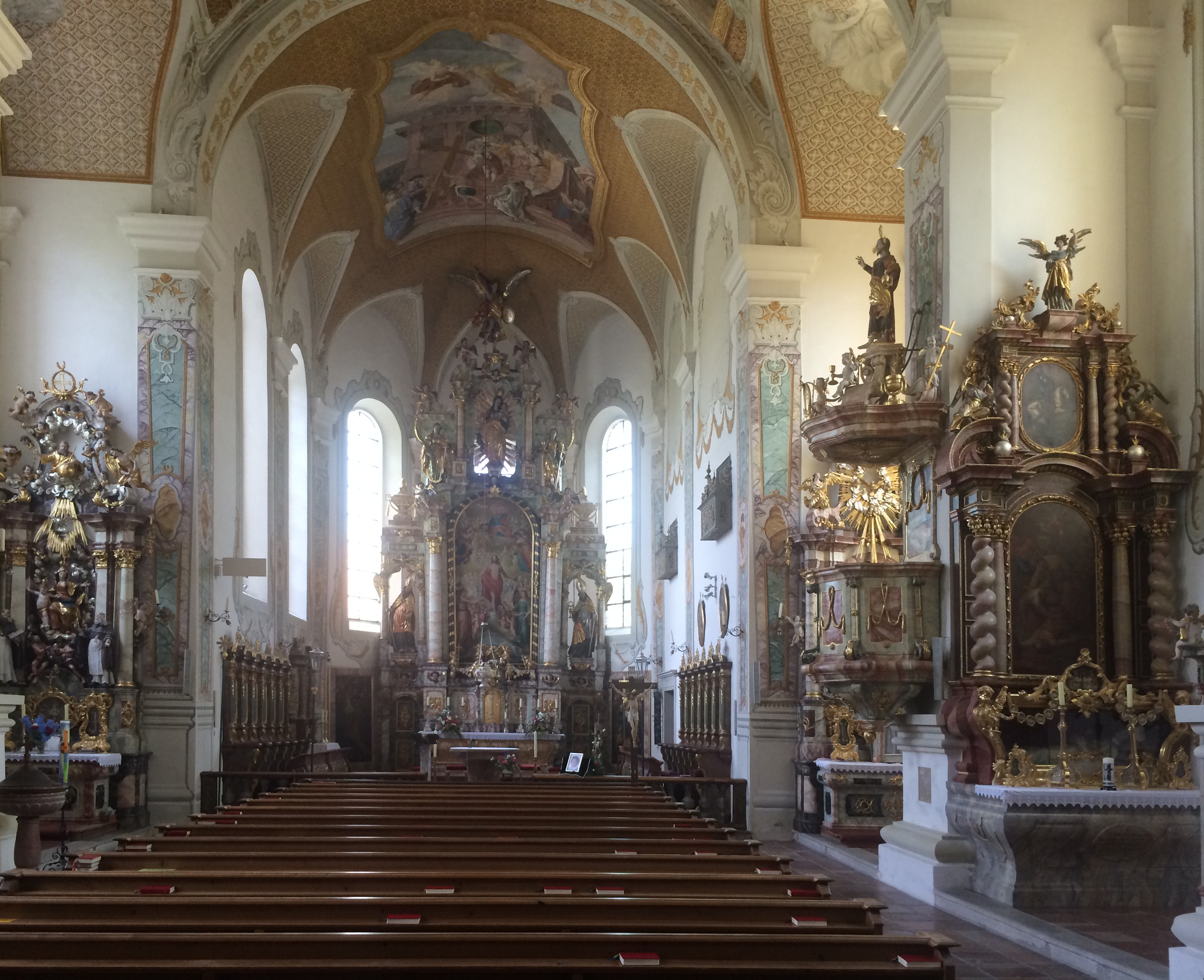
Szt. Salvator kolostortemplom
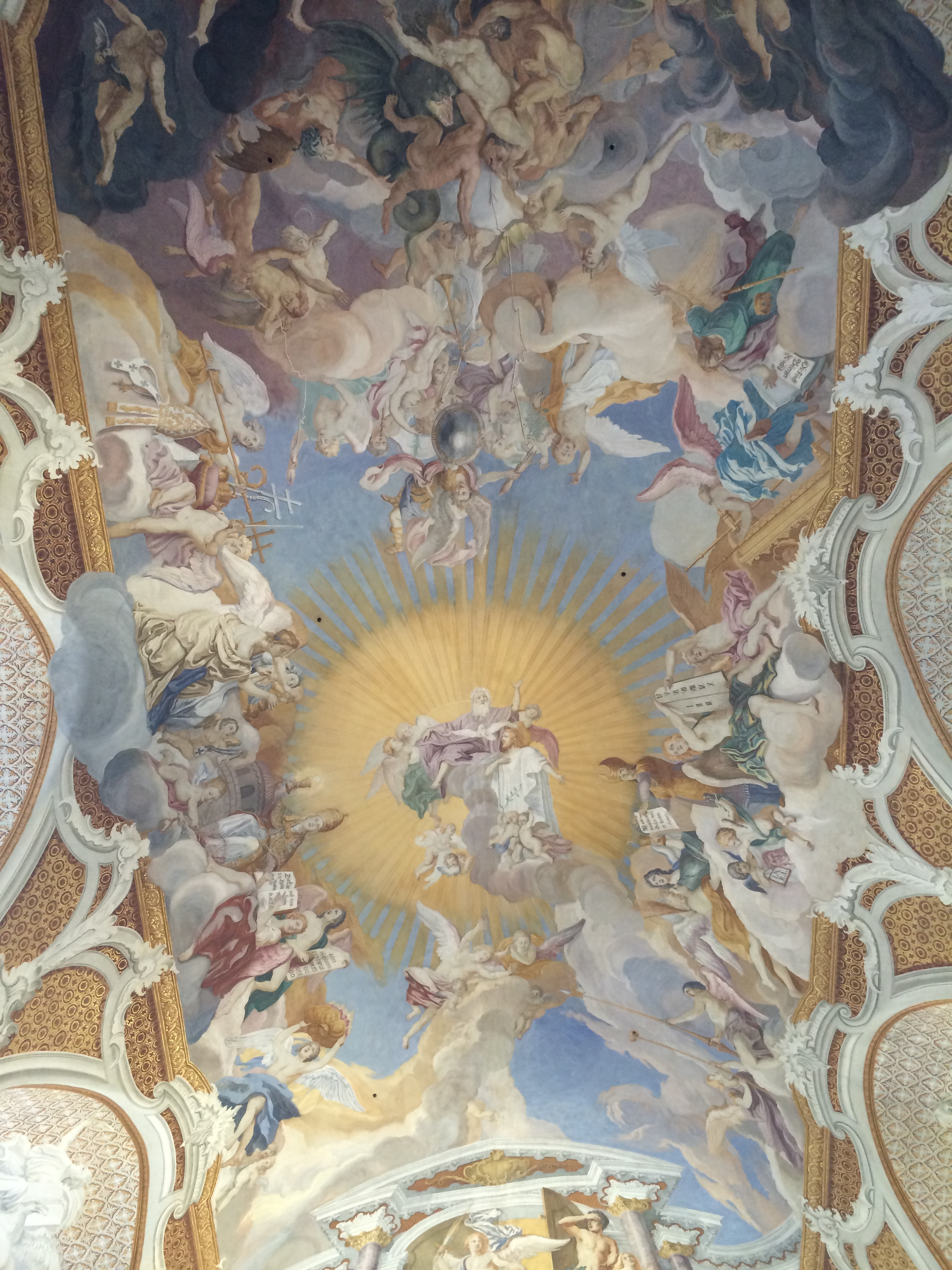